# Op art

Current (1964), de Bridget Riley.

Op art é um termo usado para descrever a arte que explora a falibilidade do olho, pelo uso de ilusões de óptica. O termo é uma abreviação do termo inglês optical art, que significa “arte óptica”, e foi empregado pela primeira vez na revista Times, em 1964, designando uma derivação do expressionismo abstrato. 
Os artistas defendiam a arte "menos expressão e mais visualização". Apesar do rigor com que é construída, simboliza um mundo mutável e instável, que não se mantém nunca o mesmo.
Os trabalhos de op art são em geral abstratos, e muitas das peças mais conhecidas usam apenas o preto e o branco. Quando são observados, dão a impressão de movimento, clarões ou vibração, ou por vezes parecem inchar ou deformar-se.
Apesar de ter ganhado força na metade da década de 1950, a op art passou por um desenvolvimento relativamente lento. Ela não tem o ímpeto atual e o apelo emocional da pop art; em comparação a esta, parece excessivamente cerebral e sistemática, mais próxima das ciências do que das humanidades. Por outro lado, suas possibilidades parecem ser tão ilimitadas quanto as da ciência e da tecnologia.
O termo surgiu pela primeira vez na Time Magazine em Outubro de 1964, embora já se produzissem há alguns anos trabalhos que hoje podem ser descritos como "op art". Sugeriu-se que trabalhos de Victor Vasarely, dos anos 1930, tais como Zebra (1938), que é inteiramente composto por listas diagonais a preto e branco, curvadas de tal modo que dão a impressão tridimensional de uma zebra sentada, devem ser consideradas as primeiras obras de op art.
Em 1965, uma exposição chamada The Responsive Eye (O Olho que Responde), composta inteiramente por trabalhos de op art, abriu na cidade de Nova York. Esta exposição fez muito para trazer a op art à ribalta, e muitos dos artistas hoje considerados importantes no estilo exibiram lá seus trabalhos. Em seguida, a op art tornou-se tremendamente popular, e foram usadas imagens de op art em vários contextos comerciais. Bridget Riley tentou processar uma empresa americana, sem sucesso, por usar um dos seus quadros como base para um padrão de tecido.
Riley é talvez a mais conhecida dos artistas de op art. Inspirando-se em Vasarely, pintou uma série de quadros só com linhas pretas e brancas. No entanto, em vez de dar a impressão de um objecto do mundo real, os seus quadros deixavam frequentemente a impressão de movimento ou cor. Mais tarde, Riley produziu trabalhos coloridos, e outros artistas de op art também trabalharam com cor, embora estes trabalhos tendam a ser menos conhecidos. Muitas vezes, contrastes violentos de cor são usados para produzir ilusões de movimento similares às obtidas com preto e branco.

## Características conceituais

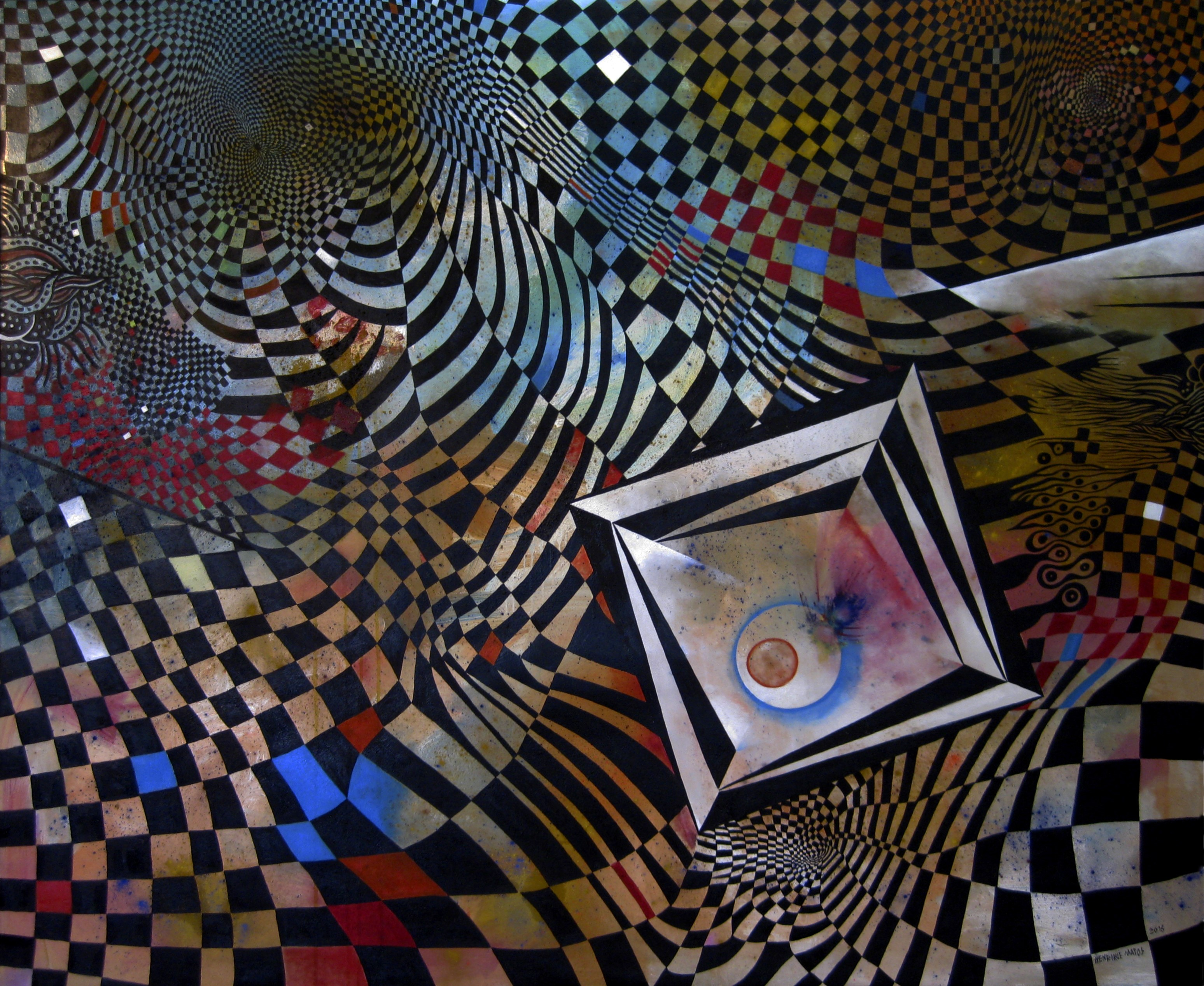
Movimento Óptico VII - Viagem no Espaço (2016), de Henrique Matos.

A razão da op art é a representação do movimento através da pintura apenas com a utilização de elementos gráficos. A alteração das cidades modernas e o sofrimento do homem com a alteração constante em seus ritmos de vida também são uma preocupação constante. A vida rápida das cidades contribuiu para a percepção do movimento como elemento constituinte da cultura visual do artista. Outro fator fundamental para a criação da op art foi a evolução da ciência, que está presente em praticamente todos os trabalhos, baseando-se principalmente nos estudos psicológicos sobre a vida moderna e da Física sobre a Óptica.

## Técnica
A dinâmica da pintura na op art é alcançada com a oposição de estruturas idênticas que interagem umas com as outras, produzindo o efeito óptico. Diferentes níveis de iluminação também são utilizados constantemente, criando a ilusão de perspectiva. A interação de cores, baseado nos grandes contrastes (preto e branco) ou na utilização de cores complementares são a matéria prima da Op Art. O efeito moiré, aplicado no trabalho "Current", de Riley, é um bom exemplo. Nela, há a criação de um espaço móvel, produzindo um efeito denominado "whip blast" (explosão do chicote). Esta técnica, assim como a maioria das técnicas utilizadas na Op Art, exploram as possibilidades do fenômeno óptico na criação de volumes e formas virtuais.

## Principais expoentes

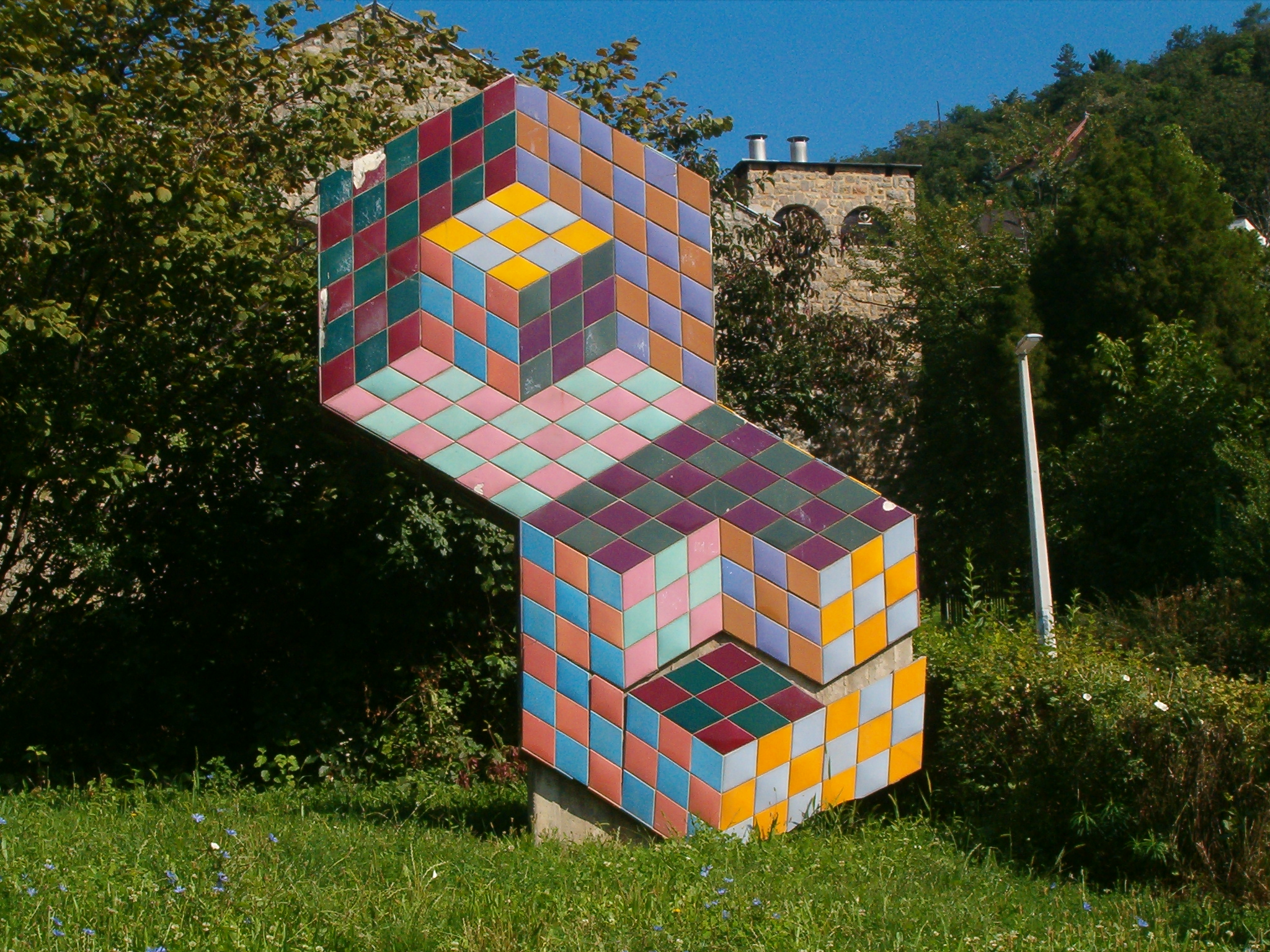
Escultura junto da igreja de Pálos, em Pécs, de Victor Vasarely.

- Ad Reinhardt - Pintor americano, nascido em Nova York. Artista e teórico, Reinhardt é mais conhecido por suas pinturas em preto, que marcam sua fase artística posterior a 1960. Adepto do minimalismo, Reinhardt utilizava apenas o preto e suas variações em suas obras, rejeitando os atributos convencionais da pintura.

- Keneth Noland - Pintor americano, da Carolina do Norte. Noland utilizou-se em suas obras de listras e cores básicas. Ele enfatiza o plano da tela utilizando cores uniformes. Em seu trabalho, a cor é o objetivo. Seus trabalhos mais recentes abandonaram as cores básicas, usando agora cores modificadas em vários tons.

- Bridget Riley - pintora inglesa, associada também à pop art. O estilo de Riley é marcado por listras que se sobrepõem, curvas onduladas, discos concêntricos e quadrados ou triângulos que se repetem. Devido à organização sequencial e a relação de cores de suas obras, há a criação de sensações ópticas de ritmo nas superfícies, que parecem vibrar

Outros artistas da op art dignos de nota são, por exemplo, Alexander Calder, Youri Messen-Jaschin e Victor Vasarely, sendo este o pioneiro no aprimoramento dessa técnica.

## Impacto cultural
O maior inimigo do Raio Negro, personagem de histórias em quadrinhos brasileiro dos anos 60, era o Capitão Op Art, um cientista formado na alemanha que usa ilusões psicodélicas para atacar seus inimigos.